# Erich Rembeck
Erich H. Rembeck (* 16. August 1958) ist ein deutscher Facharzt für Orthopädie und Sportmedizin. Er leitet das Münchner Orthopädie Zentrum und ist auch Leiter des Zentrums für Kniechirurgie und Sporttraumatologie der Atos Klinik München, wo er operiert. Dazu betreibt er das ECOM - Zentrum für Regenerative Medizin und Stammzelltherapie in Thiersee, Österreich. Dieses ist auf die Therapie mit Stammzellen aus dem  Fettgewebe zur Behandlung von Erkrankungen und Beschwerden des Bewegungsapparates wie Arthrose, Muskel- und Sehnenverletzungen spezialisiert. Rembeck arbeitet mit dem Kniespezialisten Richard Steadman in den USA zusammen und gehört zu den drei besten Knie-Spezialisten Münchens.

## Leben und Karriere
Nach dem Studium an der Ludwig-Maximilians-Universität München vertiefte Erich Rembeck mit mehreren Studienaufenthalten, zwischen 1987 und 1989, seine Qualifikationen bei Richard Steadman in Vail (Colorado) und an der Kerlan-Jobe-Klinik in Los Angeles. Damit war er bereits 1988 einer der ersten Operateure für arhtroskopische Kreuzbandoperationen. Die Facharztausbildung erhielt er am Universitätsspital Basel und am Klinikum Bogenhausen. 1990 eröffnete er mit ärztlichen Kollegen ein eigenständiges Operationszentrum und war in einer Münchner Praxis für Orthopädie und Sportmedizin tätig, in der seit der Gründung über 30.000 Operationen durchgeführt wurden. Bis zum Juli 2010, seinem Eintritt in die ATOS Klinik, war Erich Rembeck leitender Arzt des Consport-Therapiezentrums.
Seit 1990 ist er, mit einer Unterbrechung von 2009 bis 2015 bekannt als „Löwen-Doc“, Mannschaftsarzt des TSV 1860 München. Daneben war er unter anderem Mannschaftsarzt des deutschen Davis-Cup-Teams, des Eishockey-Erstligisten HEDOS München, später dann EHC Red Bull München und Medizinischer Kooperationspartner des DSV Alpin und Ski Freestyle. Aktuell ist Erich Rembeck noch für den DFB als Koordinator für Orthopädie tätig.
Rembeck operiert pro Jahr etwa 1000 Gelenke. Er ersetzt kaputte Kreuzbänder durch körpereigene Sehnen aus dem Oberschenkel. Neben vielen Prominenten, Fußballern, Eishockeyspielern sowie Tennisspielern ist er persönlicher Arzt von Boris Becker, operierte dessen Knie und genießt das Vertrauen vieler weiterer ehemaliger und aktiver Spitzensportler, wie:
- Li Na[11]
- Shuai Peng[12]
- Vitali Klitschko[13]
- Maya Plisetskaya[14]
- Hilde Gerg[15]
- Stefan Reuter[16]
- Jan Ullrich[17]
- Tommy Haas[18]
- Viktoria Schnaderbeck[19]

Seine medizinischen Methoden basieren auf neuesten Erkenntnissen sowie auf eine 25-jährige Erfahrung und jahrzehntelange Betreuung von Profisportlern, wobei der Fokus darauf liegt, eine Operation so lange wie möglich zu vermeiden. Rembecks Spezialität sind arthroskopische Knieoperationen und Knorpelzelltransplantationen.
Erich Rembeck ist mit der ehemaligen Skirennläuferin Christa Kinshofer verheiratet.